# San Agustin (Romblon)
San Agustin (Bayan ng San Agustin) är en kommun i Filippinerna. Kommunen tillhör provinsen Romblon och ligger på ön med samma namn. Folkmängden uppgår till 21 643 invånare.
San Agustin delas in i 15 barangayer.

## Galleri

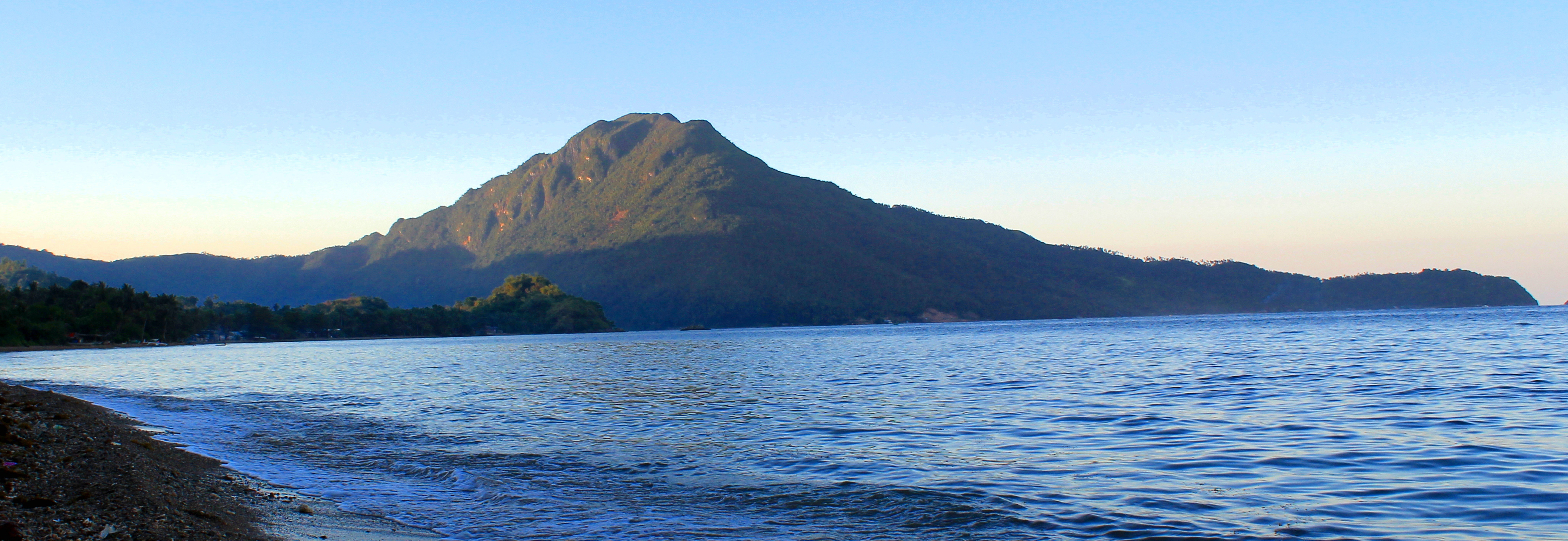
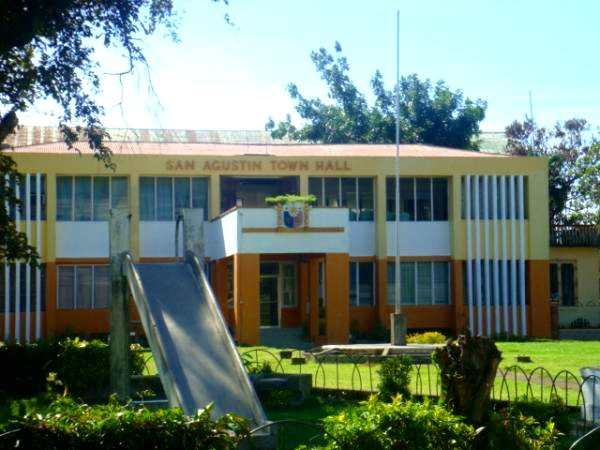
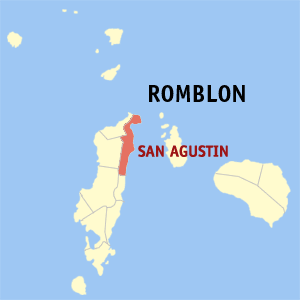

### Webbkällor
- Quick Tables: List of Municipalities
- Population and Housing